# Brea de Tajo
Brea de Tajo è un comune spagnolo di 468 abitanti situato nella comunità autonoma di Madrid.